# Eembrug (Eembrugge)

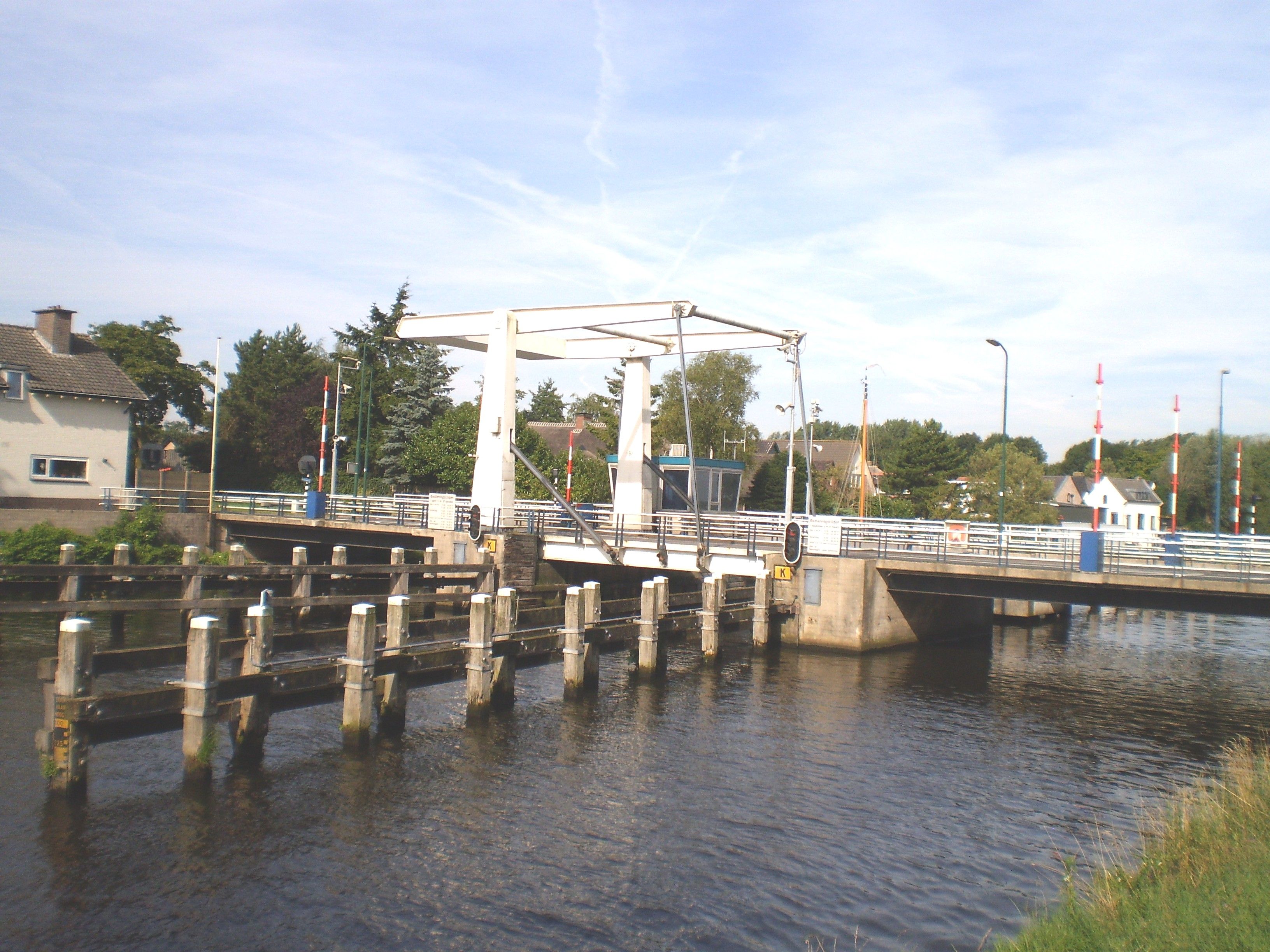
Eembrug (2009)

De Eembrug is de brug over de Eem bij Eembrugge. De brug is onderdeel van de Bisschopsweg (N414)aan de noordoostzijde van Baarn.
De nederzetting Eembrugge ontstond op de kruising tussen het oost-westverkeer over land en het noord-zuidverkeer over water. 
De schepenen en buurmeesters van het kerspel Emebrucge beloofden in een oorkonde van 21 november 1300 hulp aan de stad Amersfoort tegen alle vijanden (maar niet de bisschop). Dat hier werd gesproken over Eembrugge en niet over Ter Eem is een aanwijzing dat bij het kerspel al een brug bestond. De eerste brug moet dus van voor 1300 dateren. In 1331 noemde de bisschop de burgemeester van Eembrugge in een oorkonde. Dit wijst op een toegenomen belangrijkheid van de nederzetting. Tegenover de verkregen stadsrechten stond de plicht voor de Eembruggers om de brug over de Eem te onderhouden. Het werd een tolbrug die van belang was voor de bisschop om zijn Huis Ter Eem te bereiken. Op het zegel staat ook de brug over de Eem afgebeeld. Boven de brug over golvend water staat tussen de pijlers het woord pons (brug). Boven de brug staan een maansikkel, een zon en een ster. 

## Onderhoudsplichtigen
Om de onderhoudskosten voor de aan- en omwonenden te drukken gaf bisschop Jan van Arkel in 1360 toestemming om bruggeld aan de Eem te heffen. De bisschop stelde de tarieven vast. Voor een wagen diende 4 penningen te worden betaald, voor een kar 2 penningen. Voor een rund, een ongezadeld paard, een varken of een schaap moest 1 penning worden betaald. Voor koppels schapen of varkens gold een maximum van 4 penningen. De vier onderhoudsplichtigen kozen ieder jaar een brugmeester. De helft van de opbrengst van het bruggeld was voor de bisschop, van de rest diende de brugmeester het brugonderhoud te betalen. Eventuele tekorten dienden te worden aangevuld door de gerechten Eembrugge, Eemnes en Bunschoten en Baarn.
In 1527 werd Eembrugge grondig verwoest door troepen van de Gelderse veldheer Maarten van Rossum. In 1528 stond de bisschop zijn wereldlijke macht af aan Karel V. In 1529 diende de brugpacht van 4 pond aan keizer Karel te worden afgedragen. In het laatste kwart van de zestiende eeuw hadden de Domeinen van Utrecht het brugbeheer. 

## Tol
In 1602 stelden de Staten van Utrecht een watertol in om door de brug te mogen varen. De tarieven van de brugtol werden daarbij verhoogd. Voor bespannen wagens werd dit 4 penningen per paard, voor een gezadeld paard met berijder 12 penningen en een lege wagen met twee paarden betaalde 16 penningen. Voetgangers dienden vanaf die tijd 2 penningen te betalen, evenveel als voor koeien, kalveren, schapen en varkens. Vaartuigen betaalden watertol naar grootte van het schip en afhankelijk van het passeren bij dag of bij nacht. De tollen werden verpacht voor een periode van zes jaar. 

## Negentiende eeuw
Vanaf 22 november 1829 werden het onderhoud aan de Bisschopsweg en de tolheffing gelegd bij de provincie Utrecht. Het onderhoud werd opgelegd aan de gemeentebesturen van Eemnes en Baarn, de gecommitteerde geërfden (grondeigenaren) van Eemnes en het bestuur van de Bunschoter Veen- en Veldendijk. 
In 1844 werd het toltarief aanzienlijk verhoogd. Het tarief voor kleine schepen werd van 2½ cent verhoogd naar 10 centen, grotere schepen betaalden voortaan 15 cent (was 5 cent). Nadat de Bisschopsweg in 1842 na verharding eindelijk goed berijdbaar was geworden besloot de gemeente Baarn om de weg van de Baarnse dijk naar de oostelijk gelegen Eembrug te bestraten. Ook werd een tolwachterswoning gebouwd. 

## 1900 tweeklepper
De doorvaartwijdte van de houten brug was 6,17 meter. De klep van 5,70 meter overspande 5,16 meter. Om de breedte voor passerende schepen te vergroten werd een opklapbare drempel van 1,13 meter gemaakt om de doorgang te overspannen. 
Het openen van de brug was erg omslachtig. Voor de schepen moesten de beide klapbrugdelen met een slinger aan beide zijden van de brug tegelijkertijd worden opengedraaid. Bij harde wind waren vier mannen nodig om de klep op en neer te krijgen. De provincie wilde echter een aanpassing aan het toegenomen verkeer te land en te water. In 1898 werd daarom besloten de doorvaartwijdte te van 6.17 meter te vergroten naar 8 meter. De bestaande brug met één klep werd vervangen door een nieuwe met twee brugdelen. De nieuwe dubbele klapbrug op een nieuwe onderbouw werd op 4 juli 1900 geopend. De kosten bedroegen f 24.000. In die tijd passeerden gemiddeld 800 schepen per jaar met een gezamenlijke tonnenmaat van ongeveer 64.000 ton. De brug was nogal smal zodat auto’s elkaar niet konden passeren. Het rijdek liep ook enigszins bol, zodat bijvoorbeeld paard-en-wagen uit de polder vooraf enige vaart moesten maken. Ten behoeve van de paarden waren op het brugdek latjes aangebracht.
De watertol werd vanaf 1904 geïnd door de brugwachter-tolgaarder. De grote watersnoodramp uit 1916 zou het water tot bijna de brugleuning doen stijgen. In 1930 werd de landtol afgekocht. Dit had te maken met de invoering van de Wegenwet. De watertol zou in 1938 worden afgeschaft.

## 1960 nieuwe brug
In 1945 probeerden de Duitsers de brug te vernielen, hierbij werden de remmingen vernield. In 1950 werden de Haarweg en de Bisschopsweg door de provincie verbreed vanwege het toegenomen verkeer. In 1951 passeerden per dag gemiddeld 233 luxe auto’s, 217 vrachtauto’s en 60 paard en wagens de brug. In 1957 werd door de Gedeputeerden van de provincie Utrecht besloten tot de bouw van een nieuwe brug onder leiding van Provinciale Waterstaat. De provincie nam daarmee de bouw, het beheer en het onderhoud over. De kosten voor de nieuwe brug bedroegen een half miljoen gulden. Voor de nieuwe brug werden 54 betonpalen geheid van 20 meter lengte. De overspannen breedte bedroeg 40 meter. Het wegdek was 6 meter breed. Op 15 december 1960 voer een passerende sleepboot met een op een zolderschuit geplaatste kraan tegen de oude brug, waardoor die onbruikbaar werd. De oude houten brug, die bijna honderd meter noordelijker lag tussen de huidige huisnummers 100-102, werd daarna afgebroken. Begin jaren zeventig van de twintigste eeuw werd de Eem uitgediept om de rivier bevaarbaar te maken voor grote schepen. Het leidde mede daardoor tot minder beroepsvaart. Door de toegenomen grootte van de schepen waren er minder schepen nodig. De beroepsvaart bestond meest uit vrachtschepen voor zandoverslag, de asfaltfabriek en de betoncentrales in Baarn en Amersfoort. De pleziervaart nam daarentegen toe. In het jaar 2000 waren er totaal 13000 geregistreerde schepen. In 2015 was dat aantal teruggelopen tot bijna 7500. 

## Fietsbrug
Tot 1982 moesten fietsers en wandelaars via de hoofdrijbaan over de Eembrug, in 1981 werd naast de brug een fietsbrug gemaakt. De fietsbrug had een wat andere constructie. Het gewicht zat niet aan de klep maar was weggewerkt in het bruggenhoofd. Passerend verkeer zorgde vaak voor flink wat geluidsoverlast als er planken van het wegdek los lagen. In 1993 werd het houten wegdek uit de ophanging gehaald en met een kraan op een boot geplaatst die het gevaarte naar Lekkerkerk voer. Enkele weken later werd het vernieuwde wegdek teruggeplaatst. In 2010 werd het mechanische deel van de brug vervangen door een hydraulisch systeem van aandrijving.

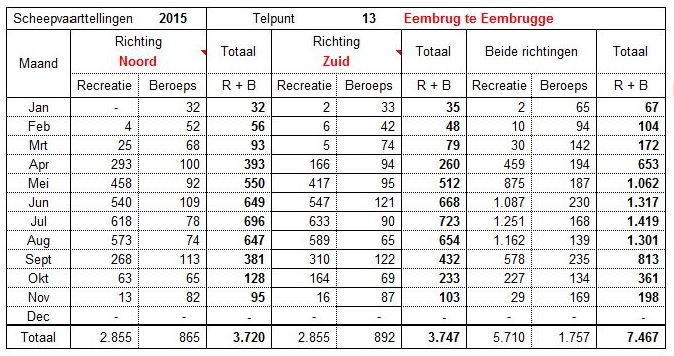
Scheepvaarttellingen in 2015

## Afstandsbediening
In 2005 waren twee fulltime brugwachters en twee parttimers in dienst van de provincie Utrecht. Zij hadden contact met de beroepsvaart via de marifoon. Passerende schepen werden op de computer ingevoerd. De brug was toen 16 uur per dag open, op zaterdagen tot zes uur ’s avonds. In de winter was de brug op zondagen dicht. De komst van een nieuwe fietsbrug bij de Malesluis bij Soest werd aangegrepen om ook de Eembrug computergestuurd te maken. 
Vanaf 23 mei 2007 werd overgegaan op afstandsbediening. Met behulp van camera’s en microfoons wordt de brug vanuit Weesp bediend door Waternet.